# ロベルト・アンドリッヒ
- ロベルト・アンドリヒ[1]

ロベルト・アンドリッヒ（Robert Andrich, 1994年9月22日 - ）は、ドイツ・ブランデンブルク州ポツダム出身のサッカー選手。ブンデスリーガ・バイエル・レバークーゼン所属。ドイツ代表。ポジションはMF。

## 経歴

### クラブ
9歳の時にヘルタ・ベルリンのユースアカデミーに入所。2012年にBチームに昇格し、主力としてプレーするもトップチーム定着までには至らず、2015年に退団して以降は1.FCハイデンハイムなどの下部リーグのチームを渡り歩く。
2019年6月18日、1.FCウニオン・ベルリンと3年契約を締結。初のブンデスリーガを果たしたベルリンのもう一つのチームで、アンドリッヒ自身も初のトップリーグでのプレーが実現。加入1年目から先発に定着し、リーグ戦30試合に先発。チームは2019-20シーズンを12位で終え、ブンデスリーガ残留を達成。2020-21シーズンも29試合5ゴールを記録。2021年4月10日のFCバイエルン・ミュンヘン戦では、敵地アリアンツ・アレーナでの勝ち点1獲得の原動力となり、1-1で終了した。
2021年8月17日、バイエル・レバークーゼンとの契約が発表された。　

### 代表
2023年10月、アメリカ合衆国代表、メキシコ代表との国際親善試合に臨むドイツ代表のメンバーに初招集された。2023年11月21日、国際親善試合オーストリア戦に途中出場し、代表デビューした。
2024年、EURO2024に出場するドイツ代表メンバーに選出された。

## タイトル

### クラブ
バイエル・レバークーゼン
- ブンデスリーガ : 2023-24